# Propeleda platessa
Propeleda platessa is een tweekleppigensoort uit de familie van de Nuculanidae. De wetenschappelijke naam van de soort is voor het eerst geldig gepubliceerd in 1890 door Dall.